# ميلوصور
ميلوصور (الاسم العلمي:†Milosaurus) هو جنس منقرض من الزواحف يتبع فصيلة أفعوانيات العيون من أصنوفة البليكوصوريات الحقيقية.